# マクタン島の戦い

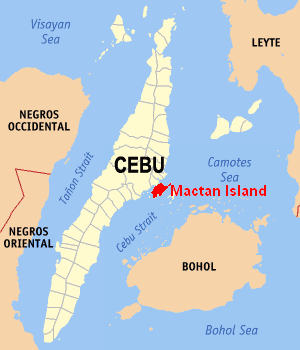
現在のセブ州とマクタン島

マクタン島の戦い（マクタンとうのたたかい、セブアノ語: Gubat sa Mactan, フィリピン語: Labanan sa Mactan, スペイン語: Batalla de Mactán）は、1521年4月27日、フィリピンのマクタン島で発生した戦闘。当地の領主ラプ＝ラプが、世界一周航海中のスペイン艦隊と戦い、その司令官のフェルディナンド・マゼランを討ち取った。

## 背景
1521年3月16日 (ユリウス暦)、マゼランはモルッカ諸島へ至る航路を探している最中にサマール島を発見した。これが、ヨーロッパ人がフィリピン諸島に到来した最初の記録である。翌日、このスペイン艦隊はホモンホン島に錨を下した。
ここでマゼランは、コランブとシアグというリマサワ島のラージャと親しくなり、彼らの案内でセブに向かった。セブ・ラージャ国 (Rajahnate of Cebu)のラージャであったフマボンは、妃とともにマゼラン一行からカトリックの洗礼を受け、それぞれカルロスとフアナという洗礼名を受けた。これは、スペイン王カルロス1世とその母フアナにあやかったものだった。またこれを記念して、マゼランはフアナにサント・ニーニョの名で知られる幼子イエス像を贈った。ここにポルトガル人とセブ王国の間で同盟が結ばれ、海岸においてフィリピンで最初のミサが執り行われた。
フマボンの威光により、マゼラン一行は周辺の諸島の首長たちから食料を補給し、彼らに洗礼を施すことができた。
ほとんどの首長はフマボンの命令に従ったが、マクタン島の二人の領主のうちの一人であるマクタン・ケダトゥアン（Kedatuan）の領主のラプ＝ラプは命令を拒絶した。マゼランの艦隊の記録を残した アントニオ・ピガフェッタによれば、
4月26日金曜日、マクタン島の第二首長ズラが自身の息子を送ってきて、カピタン・モールに2頭のヤギを贈るとともに、以下の事を言わせた。すなわち、ズラは約束したものすべてを送るつもりだったのだが、スペイン王への服従を拒否するもう一人の首長ラプ＝ラプのせいで、それができないというのである。

フマボンと領主のズラは、マゼランに対して、マクタン島に行ってラプ＝ラプを力ずくで服従させるよう求めた。マゼランは、これを自分たちとビサヤ諸島の人々との固い結束を示す絶好の機会だと考え、ラプ＝ラプ鎮圧への助力を快諾した。

## 戦闘
アントニオ・ピガフェッタによれば、マゼランは戦闘の前夜にラプ＝ラプを説得しようと試みた。
深夜、我々の中の60人が鎧と甲冑で武装し、キリスト教徒となった王や王子、何人かの首長とともに、20もしくは30隻のボートに乗って出発した。我らは3時間かけて、夜明け前にマクタン島に到着した。カピタンはその時は戦闘を望んでいなかったが、とりあえず原住民に脅しの書簡を送った。もし彼らがスペイン王に従い、キリスト教の王の宗主権を認め、貢納するのであれば、我らは共となるだろう、しかし彼らがそれ以外の道を望むならば、我らの槍がいかなる傷をつけるか目にするべきである、と。彼らが返事するところでは、我ら（スペイン側）が槍を持っているなら、彼ら（マクタン島側）は竹槍を持っていて、それらを火で炙って準備している、と。また、槍を隠した落とし穴を掘って我らを待っている、とも。
 
4月28日の朝、剣、戦斧、盾、クロスボウ、マスケット銃で武装した49人のマゼラン側の武装兵がマクタン島に向かった。またキリスト教に改宗した現地民もマゼランたちに助力した。ピガフェッタによれば、海岸の岩礁やサンゴ礁のせいでマゼランの兵はマクタン島に上陸できなかった。結局母船は沖合で投錨せざるを得なくなり、マゼランらは大砲の援護を得られぬまま1500人の敵兵が待ち受ける島に向かうことになった。
 
"朝が来て、我ら49人は海に飛び込んで太ももの高さまで浸かり、クロスボウの射程2つ分もの距離を海岸に向かって歩いた。水面下に岩が転がっているため、船で島に近づくこともできなかった。他の者たちは、船を守るため海上にとどまった。我らが陸地にたどり着いてきたとき、（原住民たちは）3部隊を組織しており、その一つ一つが少なくとも1500人以上の戦士で構成されていた。我らを見つけた彼らは、耳が裂けるような大きな叫び声をあげてこちらに向かってきた。マスケット兵やクロスボウ兵は離れた距離から30分ほども射撃を続けたが、無駄だった……。"
マスケット銃で敵を狙うにも距離が離れすぎていて、弾が敵のところまで届かなかった。
マゼランらはブライラの家々に放火して敵を恐れさせようとした。彼らは現地民が放ってきた矢の雨に驚かされたものの、重装備のおかげでこの時はさしたる被害を受けずに済んだ。
"それを見て、マゼランは何人かを遣わして原住民の家を焼かせ、敵を恐れさせようとした。自分の家が燃えているのに気付いた彼らの怒りは激しさを増した。その家の近くで我ら側の男が一人殺されたが、この間に我らは20から30の家を焼いた。彼らは我らの上に矢の雨を降らせ、カピタン（マゼラン）は右脚に毒矢をうけた。そこで、彼は我らに正面突撃を命じた。しかし多くの男たちは恐れおののいて逃げ出してしまい、カピタンのもとに残ったのは10から15人ほどだった。原住民たちは、我らの鎧で守られていない脚だけを狙って矢を放った。敵が投げてくる槍や石の多さに、我らはほとんど抵抗できなかった。船には大砲が積まれていたが、あまりにも遠くて我らを援護することができなかった。" 
 
現地民が突撃してくると、マゼランは部下たちにクロスボウやマスケット銃の発砲を命じた。しかしすぐに弾薬が切れてしまったので、スペイン兵たちも剣や斧をとって白兵戦を始めた。しかし多勢に無勢で、10人のスペイン兵が戦死し、残りは撤退を始めた。
マクタンの戦士たちは、敵の指揮官たるマゼランに殺到した。混戦の中でマゼランは腕に槍を受け、脚をカンピラン（長刀）で傷つけられた。彼を助けようとしたスペイン人たちも、槍や刀の餌食となった。ラプ＝ラプの軍勢は終始マゼラン軍を圧倒し続け、ついにマゼランを殺害した。ピガフェッタらごくわずかな兵たちが、船に逃げ帰ることができた。
"カピタンを認識すると、多くの敵が彼のもとに駆け寄って冑を取り払い、その頭を二度殴った。一人の原住民がカピタンの顔めがけて槍を突き出してきたが、カピタンはこの者を槍で倒した。しかしその敵の体に槍が取り残されてしまったので、彼（マゼラン）は剣を抜こうとしたが、腕を竹槍で傷つけられたために半ばまでしか引き出せなかった。これを見た原住民は、彼に殺到した。その中の一人が彼の左脚を、三日月刀に似た大きな刀で傷つけた。このため、カピタンはうつぶせに地に倒れ伏し、この我らの鏡であり、我らの光であり、我らの慰めであり、我らの真の導き手であった者を、原住民は鉄や竹の槍、それに刀を持って、死ぬまで突き刺し続けた。彼は傷つけられながらも、我ら皆が船に戻れたかと何度も後ろを振り返っていた。彼の死を見届けた我らも傷ついていて、すでに島を離れ始めていた船に撤退するほかなかった。" 
 
ピガフェッタによれば、何人ものスペイン人が殺され、ついてきた多くの改宗フィリピン人がラプ＝ラプの戦士に殺害された。
マゼランの同盟者であるフマボンやズラの軍勢は、マゼラン自身からの要請により戦闘に参加せず、ただ遠方から傍観していただけであった。

### その後
マゼランの遺体が特定されたのち、フマボンはラプ＝ラプに対し、彼が望む物を贈るのと引き換えにマゼランらの遺体を引き渡すよう命じたが、ラプ＝ラプはこれも拒否した。
生き残ったスペイン人たちはセブ島へ逃げ帰ったが、その中心人物の多くはフマボンに宴席に招かれて毒殺された。フマボンの裏切りを受けて、マゼランの跡を継いだフアン・セバスティアン・エルカーノは急いでフィリピン諸島を脱出した。その後エルカーノらは1522年9月にスペインに帰国し、史上初の世界一周航海を成し遂げた。

## 文化的影響

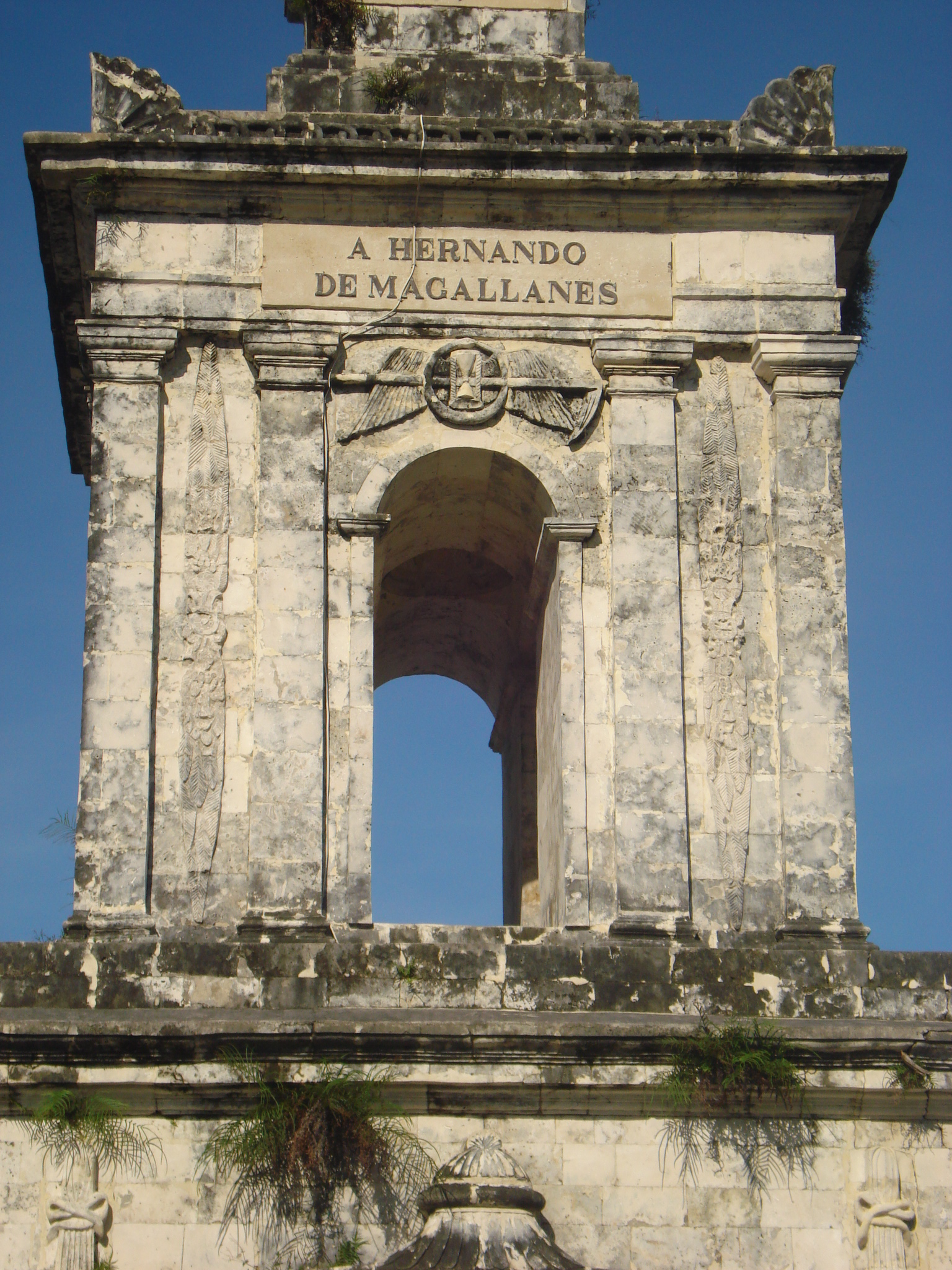
マクタン島にスペイン人が建てたマゼラン記念碑

現在のフィリピンでは、ラプ＝ラプは海外からの侵略を打ち破った「最初の国家的英雄」とされている。ただし、フィリピン諸島というような名前や、それに類する枠組みは当時存在しなかった。またマゼランらはセブのフマボンらのために戦っていたことから、マクタン島の戦いを「外国支配に対する抵抗」として位置づけるのも不正確な部分がある。 フマボンとラプ＝ラプの闘争は、それまでにもフィリピン諸島で繰り広げられてきたような抗争の一つにすぎず、マゼランの存在は単にその一陣営にヨーロッパ人が関与し、敗北したという程度の意義しかもたない。
ラプ＝ラプは今日に至るまで様々な形で顕彰されている。マクタン島やセブ州庁には彼の像が立っており、また彼の名を冠したラプ＝ラプ市やアカハタの仲間の魚がある。パンパンガの俳優（後に政治家）リト・ラピッド主演の映画『ラプ＝ラプ』が製作されたり、コミックシンガーのヨヨイ・ビリヤミーがマクタン島の戦いをユーモラスに脚色した「マゼラン」というフォークソングを作曲したりしている。
マクタン島のマクタン・シュラインでは、マクタン島の戦いの記念日に戦闘を再現するイベントが開かれる。また同地のラプ＝ラプ像の隣にはスペイン植民地政府が建てたマゼラン記念碑がある。
なお、マゼランもフィリピンにカトリックを伝道し、セブ島にサント・ニーニョをもたらした人物として一般に顕彰されている。セブ市やマクタン島には、マゼラン・シュラインやマゼランクロスが建てられている。マニラのマガリャネス駅をはじめ、フィリピンにはマゼラン（実際にはそのスペイン語名のマガリャネス）の名を冠した施設が多く存在し、またこの名はフィリピン人の姓としてもよくみられる。
スールー諸島では、ラプ＝ラプはサマ・バジャウ人のムスリムだったと信じられている。
2017年4月27日、フィリピン大統領であったロドリゴ・ドゥテルテは、ラプ＝ラプを外国支配への最初の抵抗者として称え、この4月27日を「ラプ＝ラプの日」とした。

## 伝説
地元の伝説によれば、ラプ＝ラプは不死のまま石になり、マクタンの海を守護しているのだという。マクタン島の漁師は、人間の形をした石に向かって硬貨を投げ、ラプ＝ラプの領土の中で魚をとる許可を求める儀式を行う。
ラプ＝ラプ市の市庁舎の前にあるラプ＝ラプ像は、クロスボウを敵に向けて構える姿をしている。市長が三人も立て続けに心臓発作で急死した際、市のオカルト主義者たちが像の武器をクロスボウから剣に代えるよう求めている。